# Yelverton-Nationalpark
Der Yelverton-Nationalpark (englisch: Yelverton National Park) hat eine Größe von 7,29 km² und zählt damit zu den kleineren Nationalparks von Western Australia. Er befindet sich im Shire of Busselton, 20 Kilometer nördlich von Margaret River. Der Bussell Highway führt unweit an dem neuen Nationalpark vorbei.
Die Bildung dieses Parks wurde im Mai 1999 vorgeschlagen und im Rahmen Forrest Management Plan 2004–2013 verwirklicht. 2004 wurde das Gebiet zum Nationalpark erklärt. Geschützt wird vor allem unberührter Wald mit viel seltener Flora.
Es gibt keine Besuchereinrichtungen im Park.